# Larissa Lai
Larissa Lai, född 1967 i La Jolla, Kalifornien, USA, är en kanadensisk romanförfattare, konstkurator, litteraturkritiker och docent vid University of Calgary. Hon debuterade som romanförfattare 1995 med romanen When Fox Is a Thousand, och har sedan dess gett ut tre romaner, några poesisamlingar och litteraturkritik.

## Biografi
Lai föddes 1967 i La Jolla i Kalifornien, och växte upp i St. John's på Newfoundland. Hon tog sin kandidatexamen vid University of British Columbia 1990, sin masterexamen vid University of East Anglia 2001, och mottog sin doktorsgrad vid University of Calgary 2006. Hennes litterära debut skedde under 1980-talet, samtidigt om var kurator vid konstutställningar i bland annat Ottawa och Vancouver och skrev litteraturkritik, recensioner och essäer. 1995 kom hennes romandebut, med When Fox is a Thousand.
Hon har som akademiker och författare varit verksam vid University of Calgary, University of Guelph och Simon Fraser University, och gästande professor vid Augsburgs universitet. Hon var docent i kanadensisk litteratur vid University of British Columbia innan hon blev docent vid engelskafakulteten vid Calgarys universitet.
2014 blev Lai andre vice ordförande vid Writers' Union of Canada, där bland annat Margaret Atwood tidigare varit ordförande. Hon har samarbetat i akademiska och litterära projekt med bland annat Rita Wong vid Emily Carr University och filmproducenten Dorothy Christian. Hon har även organiserat författarevenemang för författare som Jam Ismail, en Hong Kong-baserad experimentell poet och akademiker, samt den australiensiske författaren Tom Cho och Vancouver-baserade Alex Leslie. Vid University of Calgary leder hon The Insurgent Architects’ House for Creative Writing (TIA).

### Romaner
- The Tiger Flu (2018)
- Salt Fish Girl (2002)
- When Fox is a Thousand (1995)

### Poesisamlingar
- sybil unrest (med Rita Wong, 2013)
- Automaton Biographies (2009)

### Övrigt
- Eggs in the Basement (skillingtryck)
- Slanting I, Imagining We: Asian Canadian Literary Production in the 1980s and 1990s (litteraturkritik)